# Advanced Technologies in Mechanics
Advanced Technology in Mechanics (ATiM) – kwartalnik naukowo-techniczny wydawany przez SIMP od lipca 2014 roku.
Celem czasopisma jest zapoznanie naukowców, producentów i projektantów, którzy pracują w dziedzinie obrabiarek, narzędzi precyzyjnych, obróbki skrawaniem, produkcji itp. z najnowszymi osiągnięciami w dziedzinie inżynierii mechanicznej, a także z badaniami naukowymi w dziedzinie zaawansowanych metod obliczeniowych i metodologii projektowania w inżynierii mechanicznej.
Zagadnienia zawierają artykuły na temat wszystkich aspektów obecnego postępu technologiczne w tej dziedzinie.

## Zawartość pisma
Czasopismo zamieszcza na swych łamach artykuły uwzględniające takie tematy jak:
- projektowanie, inżynieria narzędzi, praktyka warsztatowa,
- używanie obrabiarek i sprzętu produkcyjnego,
- obróbka skrawaniem, obróbka ścierna, obróbka elektroerozyjna i obróbka plastyczna,
- przetwórstwo tworzyw sztucznych,
- metrologia, materiałoznawstwo, organizacja produkcji,
- hydrauliczne i pneumatyczne napędy i sterowanie,
- techniki komputerowe w praktyce inżyniera,
- robotyka.